# Obtisk
Obtisk je grafická pomůcka, která slouží k přenosu a připevňování grafických a obrazových děl na hladké povrchy podkladových materiálů. Klasické obtisky jsou nejčastěji vyrobeny z tenké fólie nesoucí grafickou či jinou obrazovou informaci, ta je při výrobě obtisku připevněna na speciální papír ve vodě rozpustným lepidlem. Obtisky se používají zejména pro reklamní a propagační účely, dále také v modelářství či jako dětské hračky. Klasický obtisk tohoto typu se ponoří do vody, po chvíli dojde k rozpuštění spojovacího lepidla tak, že je možné svrchní kopií hýbat, smýkáním se poté obtisk opatrně přenese z podkladového papíru na požadovaný podkladový materiál. Obtisky toho typu obvykle bývají jen mechanicky málo odolné zejména vůči poškrábání a jiným mechanickým vrypům, z povrchu zdobeného předmětu se zpravidla dají poměrně snadno seškrábat nehty nebo pomocí nějaké mechanické pomůcky či nástroje.

## Průmyslové použití
Speciální obtisky se užívání i ve sklářském a keramickém průmyslu ke zdobení průmyslově vyráběných dekoračních či užitkových předmětů. Běžně se používají při zdobení předmětů vyrobených z keramiky, skla, porcelánu nebo smaltovaných povrchů. Tyto otisky po nanesení na podkladovou plochu obvykle za tepla zažehlují nebo zapékají v peci tak, aby vzniklo trvalé mechanicky odolné spojení spojení obtisku s původním podkladem.